# Big Brother Brasil
 (août 2025).
 (mai 2025).
- Si vous ne connaissez pas le sujet, laissez ce bandeau (vous pouvez alors contacter les auteurs).
- Si vous supprimez le contenu mis en cause (vous pouvez préalablement contacter les auteurs),

argumentez précisément cette suppression dans la page de discussion
(un manque de référence n'est pas un argument ; une recherche réelle de référence doit avoir été effectuée, être formellement documentée).
Pour les articles homonymes, voir BBB.
Big Brother Brasil est une émission de téléréalité brésilienne diffusée depuis 2002 sur le réseau de télévision Globo. L'émission comporte 23 saisons, présentées par Pedro Bial entre 2002 et 2016, Tiago Leifert entre 2017 et 2021, puis par le Tadeu Schmidt. La première saison de l'émission a débuté le 29 janvier 2002.
Au Big Brother Brasil 20, un nouveau processus commence dans lequel, en plus de s'appuyer sur des personnes anonymes, s'ajoutent des célébrités, divisées en Pipoca et Camarote, se poursuivant ainsi au BBB 21. mais pour l'édition 22, il y aura des nouveautés telles que : Les anciens participants, en plus des anonymes et des influenceurs, comme les box, et un autre candidat peuvent partir, sans autorisation de la production.
Dans le dixième mur de Big Brother Brasil 20, Faith a vérifié le vote le plus élevé du programme et des émissions de téléréalité au monde, avec exactement 1 532 944 337 votes cet exploit est entré dans le Guinness World Records ainsi que le poste de Juliette, en finale de Big Brother Brasil 21, avec plus de 1 million en 3 minutes. Dans l'édition 24, en plus de présenter des Célébrité et des Anonymat, elle inclut également des Vétérans d'autres émissions de téléréalité.
Et après édition, Boninho quitté la direction générale de l'émission de téléréalité et Globo a opté pour Rodrigo Dourado, dans ce rôle. et le nouveau directeur, ont mis en œuvre des changements que le directeur précédent n'avait jamais apportés, comme la sélection de participants issus de réalités concurrentes et la dynamique Freeze, qui connaît du succès à l'étranger, où elle implique généralement la surprise de voir quelqu'un de spécial dans la vie des participants, comme un membre de la famille ou même leur animal de compagnie. mais étant différent du modèle étranger, avec le retour du faux mur.

## Déroulement des saisons
| #           | Année | Direction       | Présentation           | Vainqueur                           | Vainqueur        |
| ----------- | ----- | --------------- | ---------------------- | ----------------------------------- | ---------------- |
| 1 (pt)      | 2002  | Boninho         | Marisa Orth Pedro Bial | Drapeau de l'État de São Paulo      | Kleber Bambam    |
| [ Note 1 ]  | 2002  | Boninho         | Marisa Orth Pedro Bial | Drapeau de l'État de São Paulo      | Kleber Bambam    |
| 2 (pt)      | 2002  | Boninho         | Pedro Bial             | Drapeau de l'État de São Paulo      | Rodrigo Leonel   |
| [ Note 2 ]  | 2002  | Boninho         | Pedro Bial             | Drapeau de l'État de São Paulo      | Rodrigo Leonel   |
| 3 (pt)      | 2003  | Boninho         | Pedro Bial             | Drapeau du Minas Gerais             | Dhomini          |
| [ Note 3 ]  | 2003  | Boninho         | Pedro Bial             | Drapeau du Minas Gerais             | Dhomini          |
| 4 (pt)      | 2004  | Boninho         | Pedro Bial             | Drapeau de l'État de Rio de Janeiro | Cida dos Santos  |
| [ Note 4 ]  | 2004  | Boninho         | Pedro Bial             | Drapeau de l'État de Rio de Janeiro | Cida dos Santos  |
| 5 (pt)      | 2005  | Boninho         | Pedro Bial             | Drapeau de Bahia                    | Jean Wyllys      |
| [ Note 5 ]  | 2005  | Boninho         | Pedro Bial             | Drapeau de Bahia                    | Jean Wyllys      |
| 6 (pt)      | 2006  | Boninho         | Pedro Bial             | Drapeau de Bahia                    | Mara Viana       |
| [ Note 6 ]  | 2006  | Boninho         | Pedro Bial             | Drapeau de Bahia                    | Mara Viana       |
| 7 (pt)      | 2007  | Boninho         | Pedro Bial             | Drapeau de l'État de São Paulo      | Diego Alemão     |
| [ Note 7 ]  | 2007  | Boninho         | Pedro Bial             | Drapeau de l'État de São Paulo      | Diego Alemão     |
| 8 (pt)      | 2008  | Boninho         | Pedro Bial             | Drapeau de l'État de São Paulo      | Rafinha Ribeiro  |
| [ Note 8 ]  | 2008  | Boninho         | Pedro Bial             | Drapeau de l'État de São Paulo      | Rafinha Ribeiro  |
| 9 (pt)      | 2009  | Boninho         | Pedro Bial             | Drapeau de l'État de Rio de Janeiro | Max Porto        |
| [ Note 9 ]  | 2009  | Boninho         | Pedro Bial             | Drapeau de l'État de Rio de Janeiro | Max Porto        |
| 10 (pt)     | 2010  | Boninho         | Pedro Bial             | Drapeau du Rio Grande do Sul        | Marcelo Dourado  |
| [ Note 10 ] | 2010  | Boninho         | Pedro Bial             | Drapeau du Rio Grande do Sul        | Marcelo Dourado  |
| 11 (pt)     | 2011  | Boninho         | Pedro Bial             | Drapeau de l'État de São Paulo      | Maria Melilo     |
| [ Note 11 ] | 2011  | Boninho         | Pedro Bial             | Drapeau de l'État de São Paulo      | Maria Melilo     |
| 12 (pt)     | 2012  | Boninho         | Pedro Bial             | Drapeau du Mato Grosso do Sul       | Fael Cordeiro    |
| [ Note 12 ] | 2012  | Boninho         | Pedro Bial             | Drapeau du Mato Grosso do Sul       | Fael Cordeiro    |
| 13 (pt)     | 2013  | Boninho         | Pedro Bial             | Drapeau du Minas Gerais             | Fernanda Keulla  |
| [ Note 13 ] | 2013  | Boninho         | Pedro Bial             | Drapeau du Minas Gerais             | Fernanda Keulla  |
| 14 (pt)     | 2014  | Boninho         | Pedro Bial             | Drapeau de l'État de São Paulo      | Vanessa Mesquita |
| [ Note 14 ] | 2014  | Boninho         | Pedro Bial             | Drapeau de l'État de São Paulo      | Vanessa Mesquita |
| 15 (pt)     | 2015  | Boninho         | Pedro Bial             | Drapeau du Paraná                   | Cézar Lima       |
| [ Note 15 ] | 2015  | Boninho         | Pedro Bial             | Drapeau du Paraná                   | Cézar Lima       |
| 16 (pt)     | 2016  | Boninho         | Pedro Bial             | Drapeau du Goiás                    | Munik Nunes      |
| [ Note 16 ] | 2016  | Boninho         | Pedro Bial             | Drapeau du Goiás                    | Munik Nunes      |
| 17 (pt)     | 2017  | Boninho         | Tiago Leifert          | Drapeau du Rio Grande do Sul        | Emilly Araújo    |
| [ Note 17 ] | 2017  | Boninho         | Tiago Leifert          | Drapeau du Rio Grande do Sul        | Emilly Araújo    |
| 18 (pt)     | 2018  | Boninho         | Tiago Leifert          | Drapeau de l'Acre                   | Gleici Damasceno |
| [ Note 18 ] | 2018  | Boninho         | Tiago Leifert          | Drapeau de l'Acre                   | Gleici Damasceno |
| 19 (pt)     | 2019  | Boninho         | Tiago Leifert          | Drapeau du Minas Gerais             | Paula Sperling   |
| [ Note 19 ] | 2019  | Boninho         | Tiago Leifert          | Drapeau du Minas Gerais             | Paula Sperling   |
| 20 (pt)     | 2020  | Boninho         | Tiago Leifert          | Drapeau de l'État de São Paulo      | Thelma Assis     |
| [ Note 20 ] | 2020  | Boninho         | Tiago Leifert          | Drapeau de l'État de São Paulo      | Thelma Assis     |
| 21 (pt)     | 2021  | Boninho         | Tiago Leifert          | Drapeau de Paraíba                  | Juliette         |
| [ Note 21 ] | 2021  | Boninho         | Tiago Leifert          | Drapeau de Paraíba                  | Juliette         |
| 22 (pt)     | 2022  | Boninho         | Tadeu Schmidt          | Drapeau de l'État de Rio de Janeiro | Arthur Aguiar    |
| [ Note 22 ] | 2022  | Boninho         | Tadeu Schmidt          | Drapeau de l'État de Rio de Janeiro | Arthur Aguiar    |
| 23 (pt)     | 2023  | Boninho         | Tadeu Schmidt          | Drapeau du Paraná                   | Amanda Meirelles |
| [ Note 23 ] | 2023  | Boninho         | Tadeu Schmidt          | Drapeau du Paraná                   | Amanda Meirelles |
| 24 (pt)     | 2024  | Boninho         | Tadeu Schmidt          | Drapeau de Bahia                    | Davi Brito       |
| [ Note 24 ] | 2024  | Boninho         | Tadeu Schmidt          | Drapeau de Bahia                    | Davi Brito       |
| 25 (pt)     | 2025  | Rodrigo Dourado | Tadeu Schmidt          | Drapeau du Ceará                    | Renata Saldanha  |
| [ Note 25 ] | 2025  | Rodrigo Dourado | Tadeu Schmidt          | Drapeau du Ceará                    | Renata Saldanha  |

## Galerie des Vainqueurs

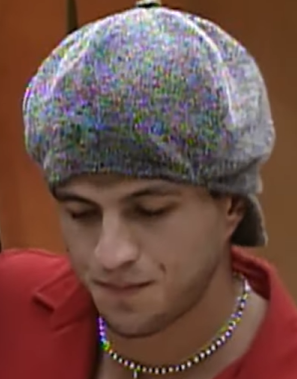
Kleber Bambam
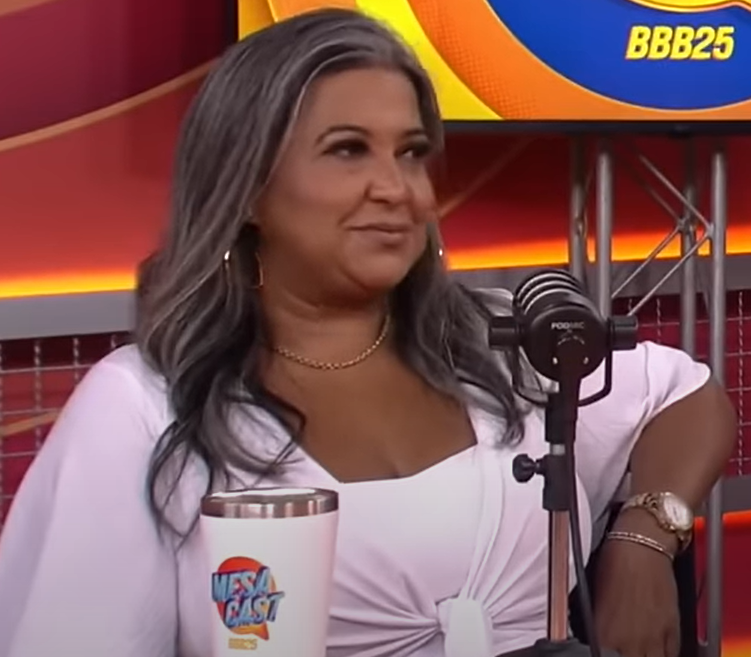
Cida dos Santos
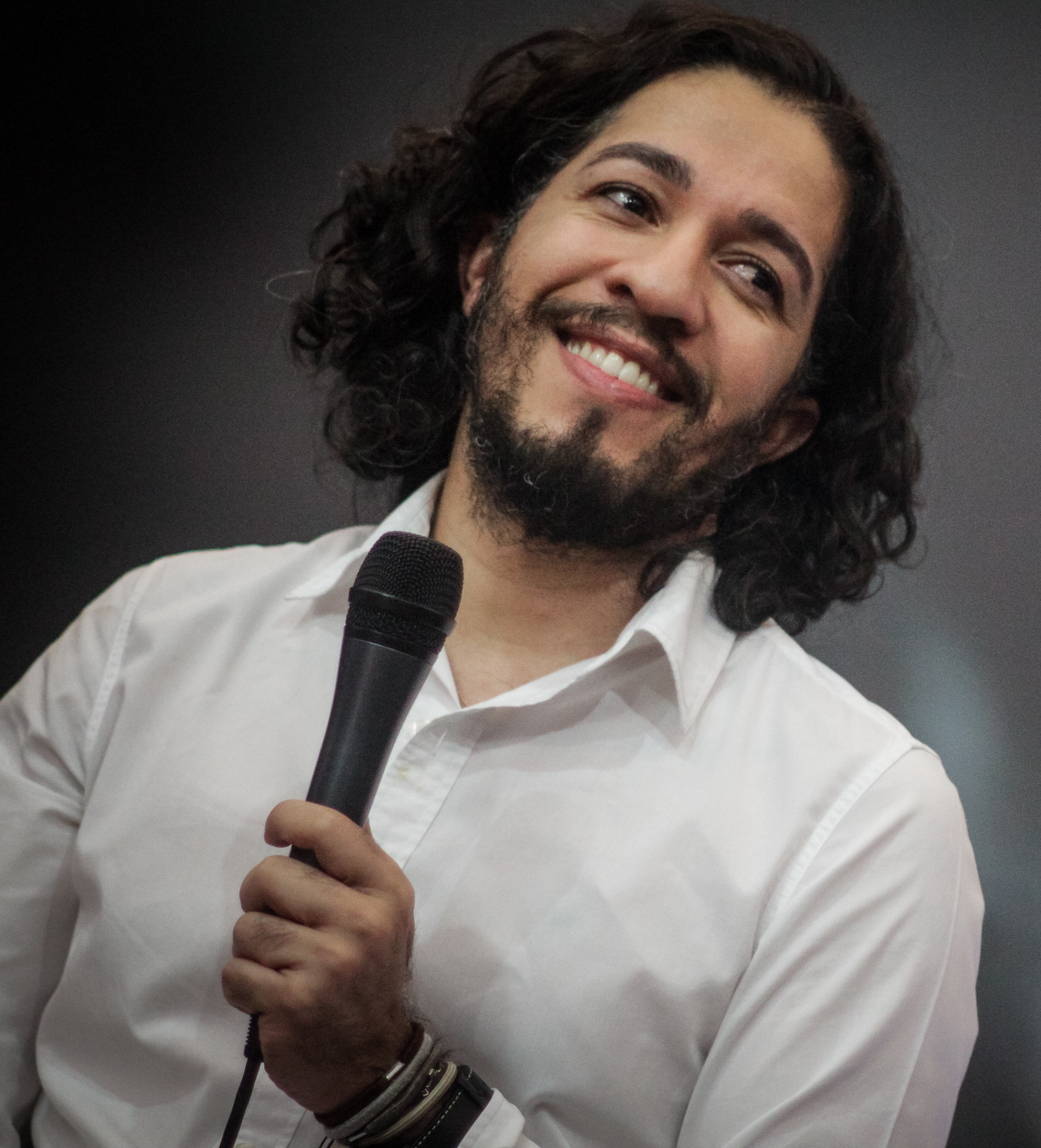
Jean Wyllys
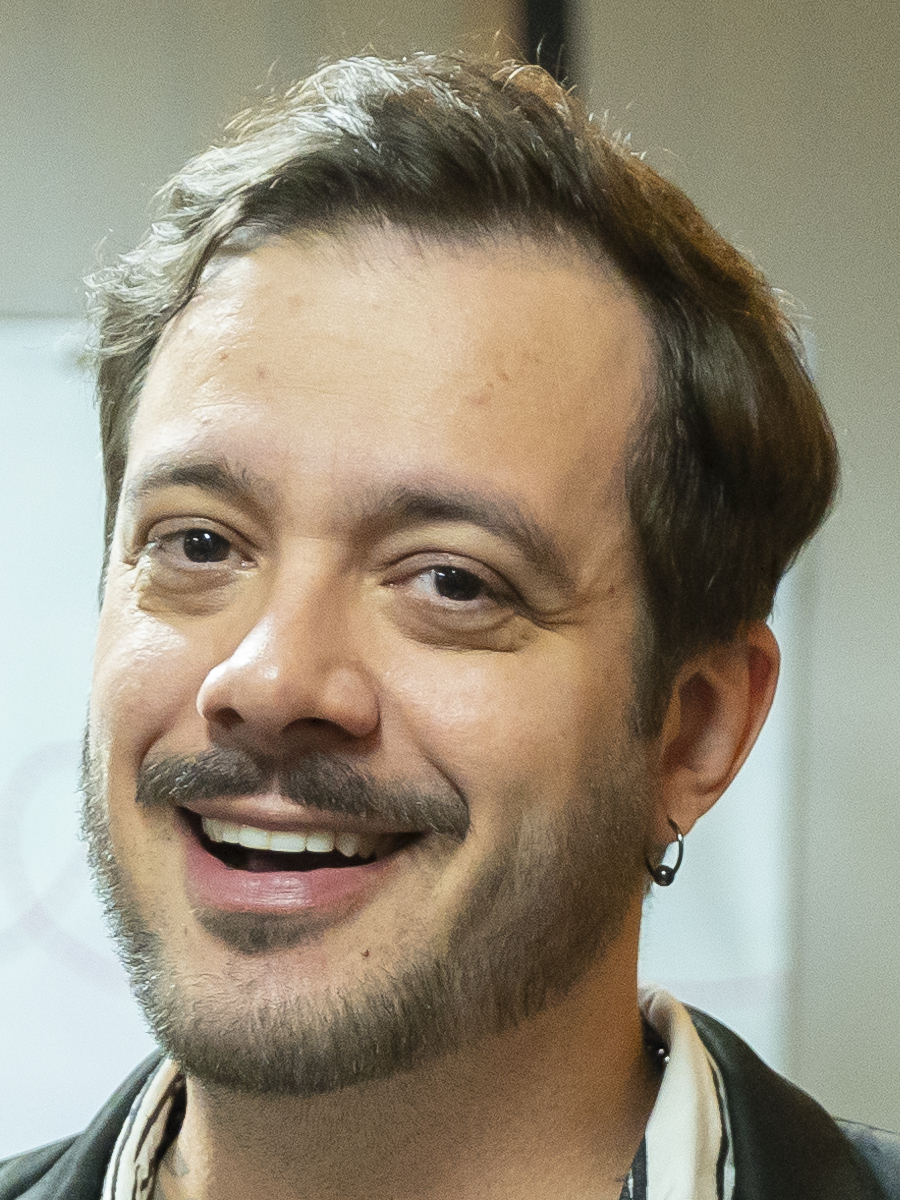
Max Porto
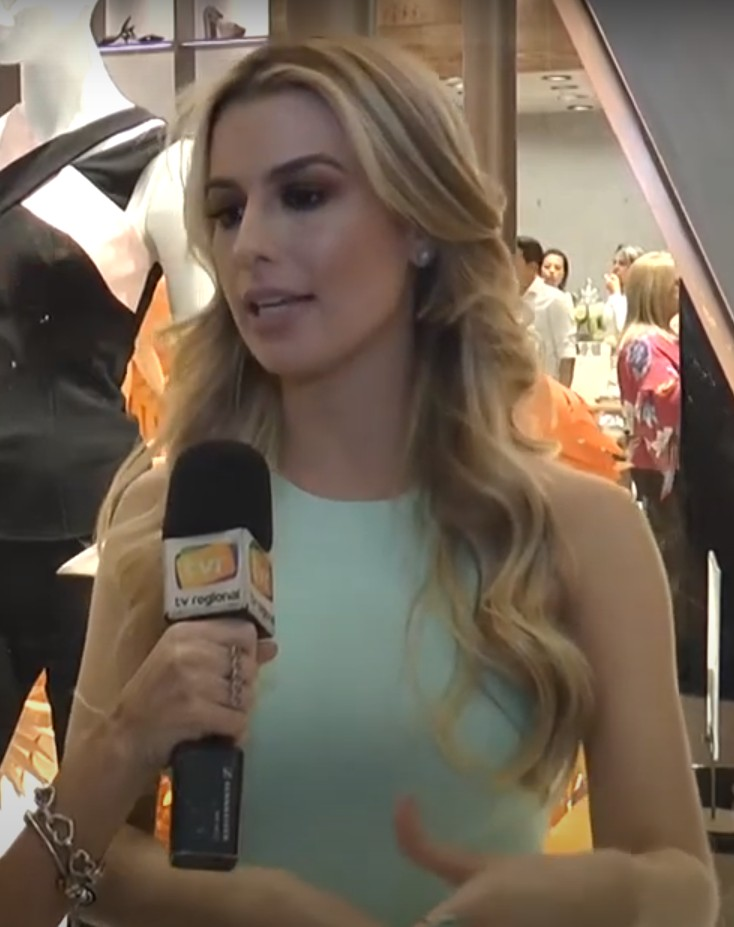
Fernanda Keulla
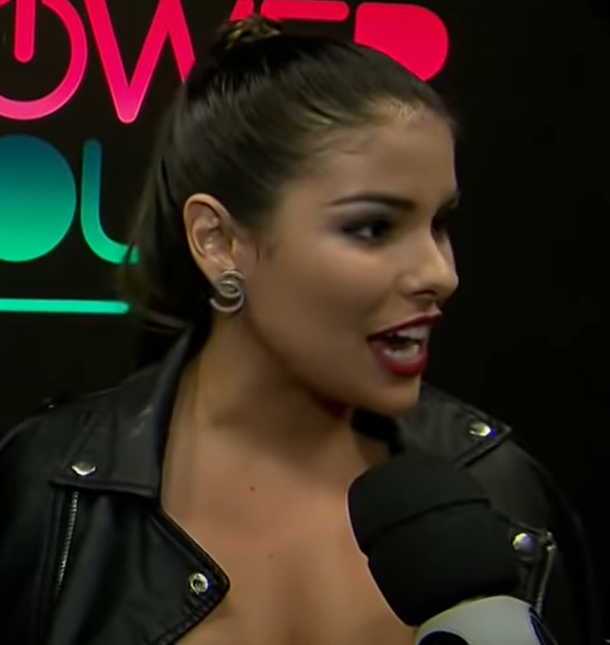
Munik Nunes
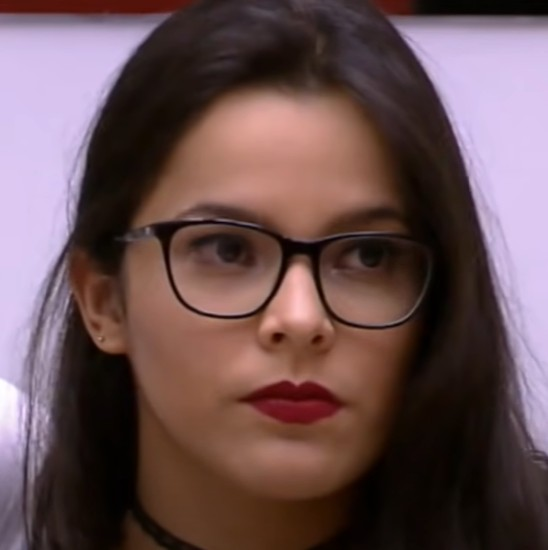
Emilly Araújo
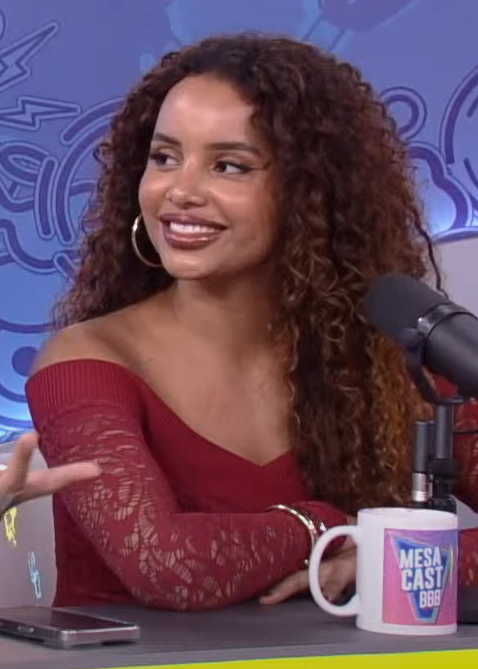
Gleici Damasceno
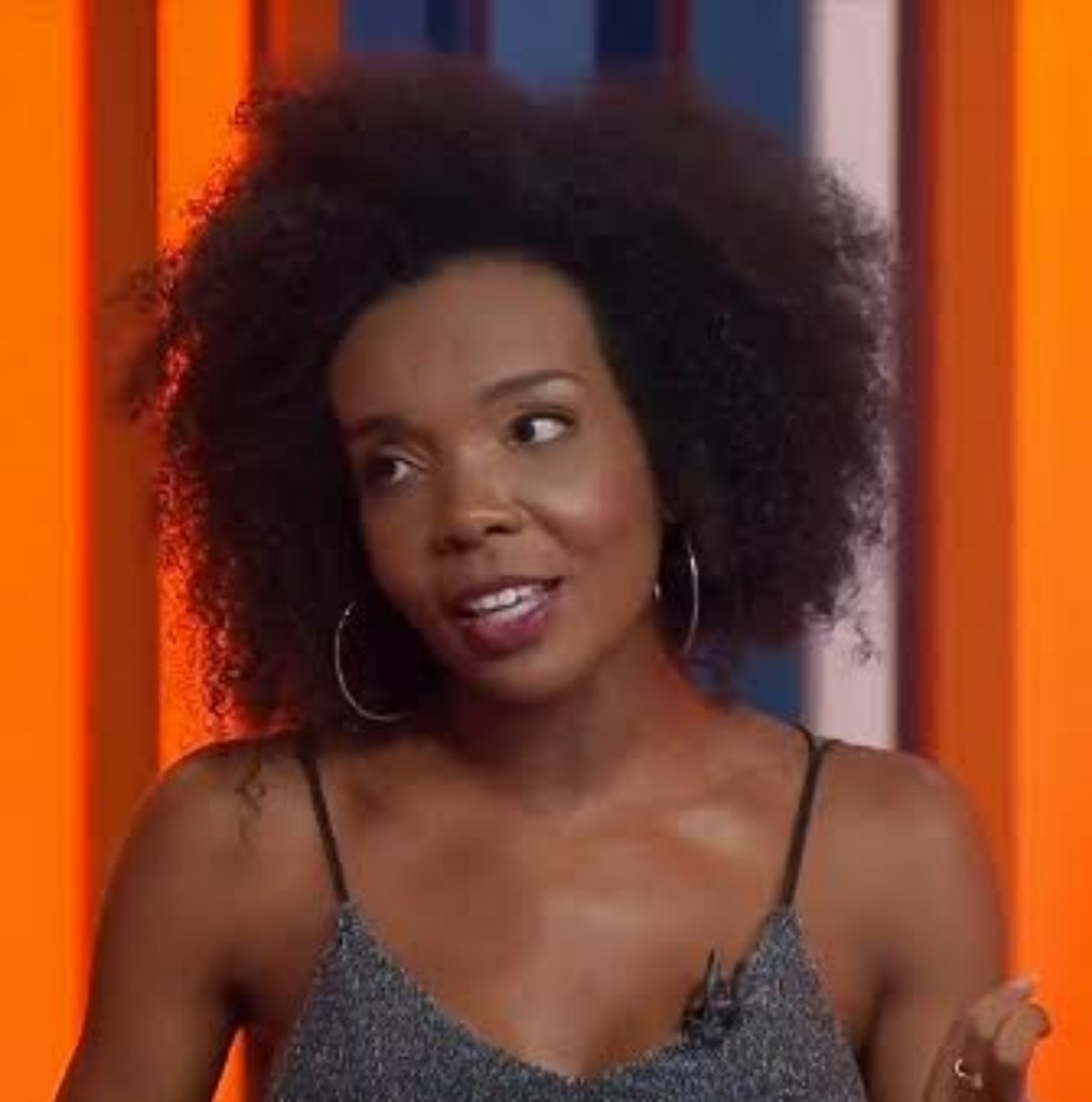
Thelma Assis
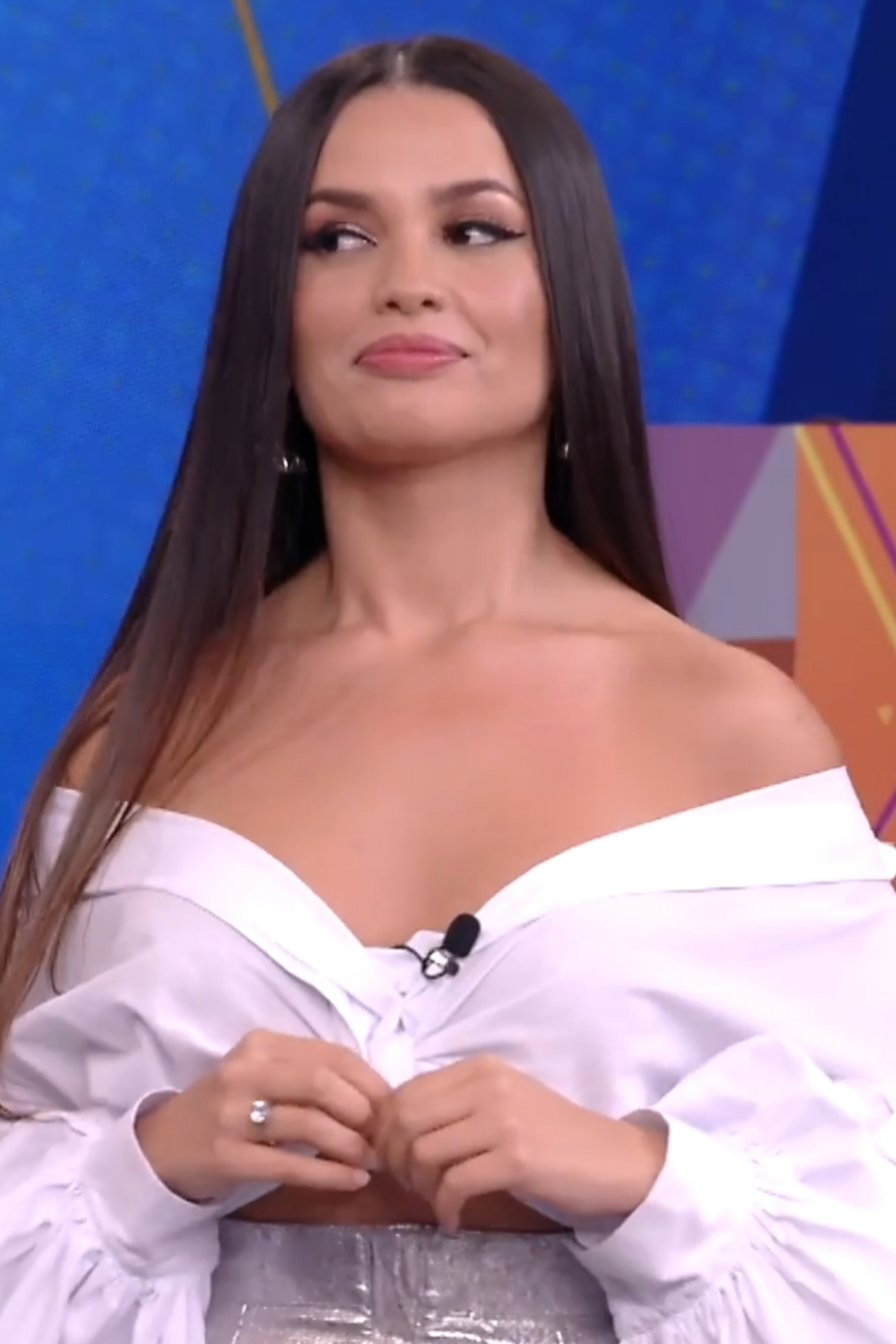
Juliette
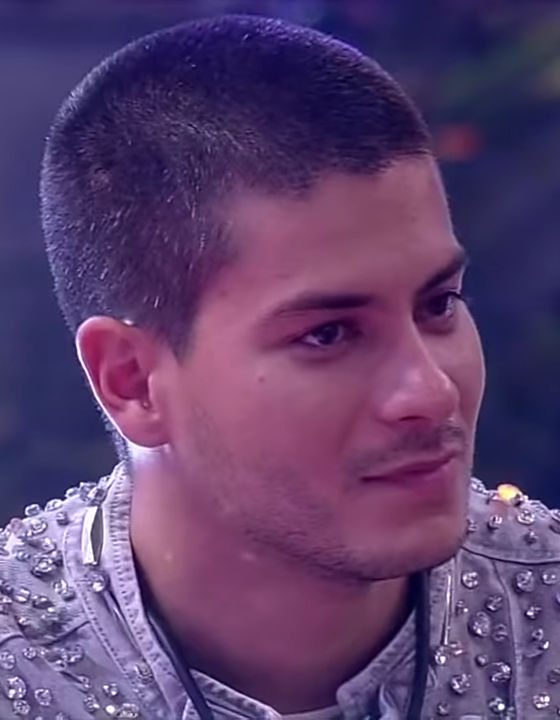
Arthur Aguiar
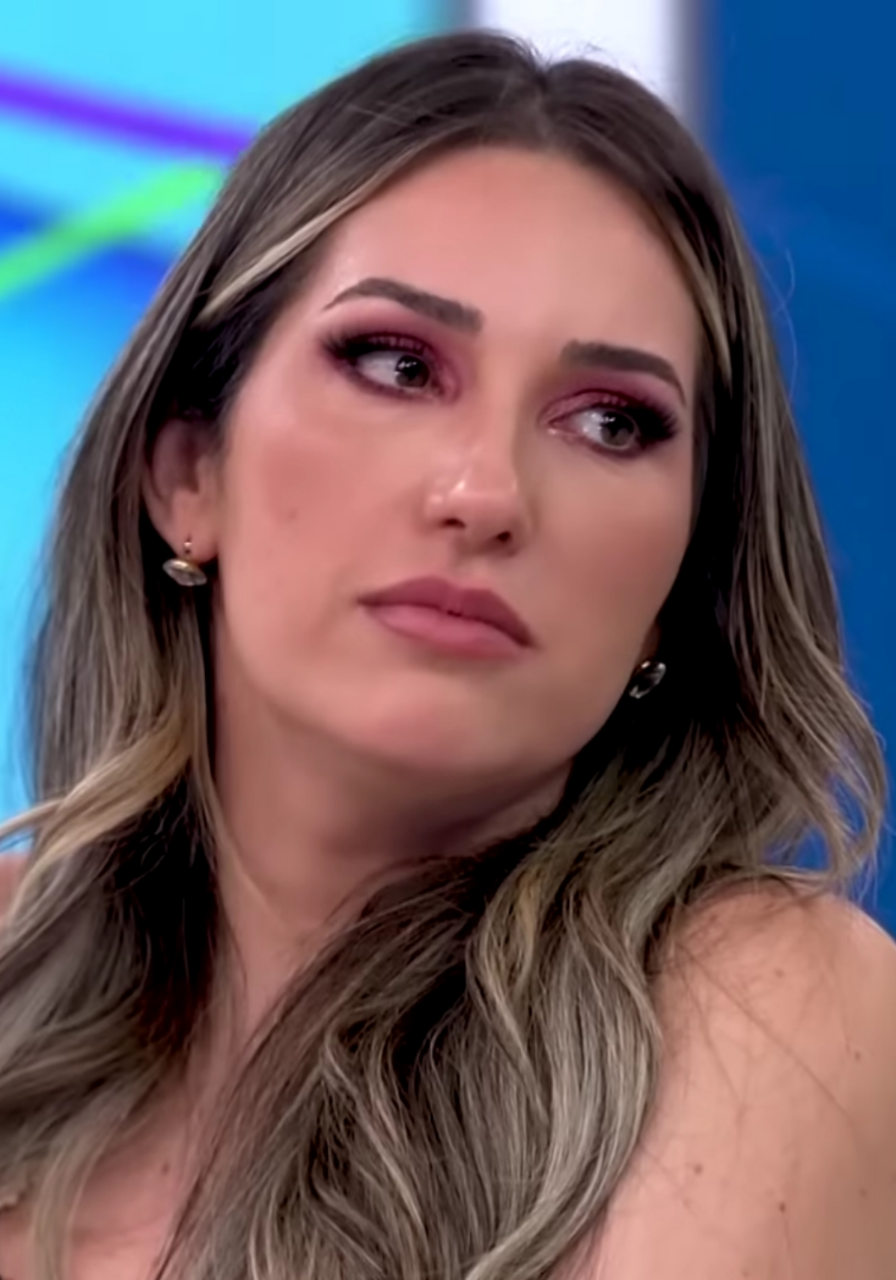
Amanda Meirelles
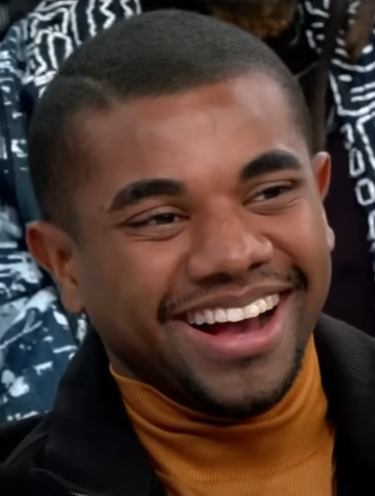
Davi Brito
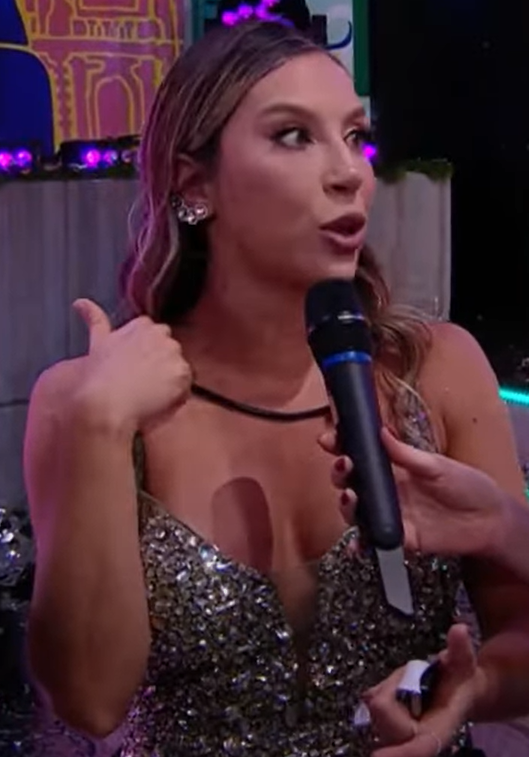
Renata Saldanha